# Henry Guerlac
Henry Edward Guerlac (Ithaca (Nova Iorque), 14 de junho de 1910 — Ithaca, 29 de maio de 1985) foi um historiador da ciência estadunidense.
Foi professor de história na Universidade Cornell, na cátedra Goldwin Smith. Obteve o PhD em 1941 na Universidade Harvard.
Recebeu o Prémio Pfizer de 1962 pelo livro Lavoisier: The Crucial Year e a Medalha George Sarton em 1973 ambas pela History of Science Society. Foi agraciado também com o Prémio Dexter em 1972 pela American Chemical Society .